# Būdos III
Būdos III (dt. Buden III') ist ein Dorf in Litauen im Amtsbezirk Užusaliai der Rajongemeinde Jonava (im Bezirk Kaunas), 4 km von Užusaliai entfernt, an der Landstraße RK 1504  (Išorai–Užusaliai–Būdos III). 1972 gehörte das Dorf zum Umkreis Užusaliai (Užusalių apylinkė). 2011 hatte es 8 Einwohner. In Būdos III befindet sich der Sitz der Försterei Užusaliai (die Oberförsterei Jonava).